# Куліш Максим Леонідович
Максим Леонідович Куліш (нар. 31 січня 1999) — український футболіст, півзахисник.

## Життєпис
Вихованець франківського «Прикарпаття». З 9 річного віку займався в дитячо-юнацькій академії київського Динамо, яку залишив у 2016 році. У сезоні 2016/17 років виступав за «Динамо U-19» в юніорському чемпіонаті України (20 матчів, 3 голи). Також провів 1 поєдинок у юніорській Лізі УЄФА (проти «Бешикташу»). Проте киянам юний півзахисник виявився непотрібним, тому наприкінці серпня 2017 року перейшов вільним агентом до «Ворскли». В полтавському клубі провів один сезон, проте виступав виключно за молодіжну команду (24 матчі, 5 голів).
У середині липня 2018 року підписав контракт з «Олександрією», де також грав за молодіжну команду клубу. За головну команду «городян» дебютував 26 вересня 2018 року в програному (0:3) виїзному поєдинку третього відбіркового раунду кубку України проти одеського «Чорноморця». Максим вийшов на поле в стартовому складі, а на 68-й хвилині його замінив Євгеній Верхоланцев. Цей матч виявився єдиним у сезоні 2018/19 років у головній команді «Олександрії». Сезон 2019/20 років також розпочав у молодіжній команді «Олександрії». Свій другий поєдинок за дорослу команду олександрійців провів 25 вересня 2019 року проти вишгородського «Діназу» (1:0).